# Pace di Rastatt
La pace di Rastatt - o trattato di pace di Rastatt - fu un accordo del 1714 sottoscritto dal Regno di Francia di Luigi XIV e dall'arciduca d'Austria e re d'Ungheria Carlo VI d'Asburgo nella cittadina tedesca omonima per porre fine al conflitto fra i due stati rivali nella guerra di successione spagnola. Esso fu di fatto un'appendice al trattato di Utrecht (1713) che né l'Austria né il Sacro Romano Impero avevano sottoscritto, pur avendo partecipato con loro rappresentanti alle trattative. Anche il Sacro Romano Impero chiuderà la vertenza pochi mesi dopo con il trattato di Baden.

## Antefatti
Il trattato di Utrecht della primavera del 1713 non fu sottoscritto dall'imperatore Carlo VI, che pure aveva partecipato, tramite suoi legati, alle trattative. Le altre potenze firmatarie tuttavia concordarono di assegnare all'Austria i territori italiani del milanese e del napoletano, mentre la Sardegna fu ceduta alla Baviera di Massimiliano II Emanuele di Wittelsbach, concessioni che lasciarono insoddisfatto l'imperatore. Tra il regno di Francia e il Sacro Romano Impero rimase così lo stato di belligeranza. L'incursione dell'armata del maresciallo di Francia Villars in Alsazia, con la conquista successiva di Landau il 20 agosto 1713 e quella di Friburgo il 1º novembre, convinsero Carlo VI che le sue forze armate (e le finanze dell'impero) non gli avrebbero consentito di proseguire la guerra senza il forte rischio di perdere anche ciò che a Utrecht gli era stato riconosciuto. Così accettò di riprendere le trattative con la Francia e designò come suo rappresentante il principe Eugenio di Savoia, mentre Luigi XIV designò il maresciallo Villars.

## Le trattative e la pace
I rispettivi rappresentanti si incontrarono a Rastatt nel Baden il 26 novembre di quell'anno. Dopo un'estenuante trattativa i due giunsero nel gennaio del 1714 a una bozza di accordo, ma, mentre l'imperatore si compiacque con il principe Eugenio per il risultato che si stava prospettando, Luigi XIV rimproverò aspramente il Villars, accusandolo di aver fatto concessioni eccessive all'avversario, e respinse in toto la bozza, anche perché questa prevedeva la cessione all'Austria della Sardegna inizialmente destinata a Massimiliano II Emanuele di Wittelsbach, principe elettore di Baviera. Solo dopo l'ultimatum posto all'inizio di febbraio dal principe Eugenio, l'ormai anziano re francese acconsentì, chiedendo solo minime modifiche e i due rappresentanti poterono sottoscrivere il 6 marzo 1714 la pace di Rastatt. Essa confermò quanto stabilito ad Utrecht (l'ascesa al trono imperiale del candidato austriaco alla successione e la rinuncia di Filippo d'Angiò e di Luigi XIV, per sé e per i propri successori, a unificare le corone di Spagna e di Francia, toglievano molte delle remore ad accettare il Borbone come successore di Carlo II di Spagna, principale motivo della contesa: la successione spagnola), la Francia dovette restituire Friburgo, Breisach e Kehl, ma poté conservare Landau in der Pfalz e mantenne sia l'Alsazia sia Strasburgo. La Francia inoltre ottenne che i principi elettori di Baviera e di Colonia, i Wittelsbach, fossero reinsediati nei rispettivi territori con i poteri di prima.

## Il trattato di Baden
Le trattative erano state condotte da Eugenio di Savoia in quanto mandatario dell'arciduca d'Austria e re d'Ungheria Carlo, ma non del Sacro Romano Impero. Per questo era necessario si riunisse la Dieta dell'impero, il che avvenne a Baden nel corso del mese di maggio. I rappresentanti nominarono anch'essi il principe Eugenio, quale loro delegato, a negoziare con i francesi e il trattato fra Sacro Romano Impero e regno di Francia (anche qui rappresentato dal Villars) fu siglato a Baden il 7 settembre. Nei contenuti nulla si aggiungeva a ciò che era già stato deliberato a Rastatt nel mese di marzo fra Austria e Francia.